# Ford Torino
Ford Torino — це серія автомобілів середнього класу, що випускалася Ford Motor Company для країн Північної Америки з 1968 по 1976 рік. 
Свою назву серія отримала на честь міста Турин, який вважається «італійським Детройтом». Спочатку вона була люксовою модифікацією Ford Fairlane, що випускалася з 1962 по 1970 рік. Після 1968 року назва Fairlane використовувалася для автомобілів з дещо біднішим оздобленням, ніж Torino, котрого вважали в цей час версією Fairlane. У 1971 році назву Fairlane перестали використовувати і всі автомобілі отримали найменування Torino. Ця назва стала однією з декількох, які були  запропоновані для моделі Ford Mustang, яку розробляли. Torino, по суті, був «близнюком» Mercury Montego.
Більшість Torino були звичайними автомобілями, найпопулярнішими були версії 4-дверний седан і 4-дверний гардтоп. Але Ford випускав значно потужніші модифікації з двигунами «Cobra-Jet» робочим об'ємом 7,0 л. Ці автомобілі класифікувалися як «muscle cars». Torino використовувалися також як навчальні для водіїв NASCAR і показали хороший результат у гонках.

## Перше покоління (1968–1969)

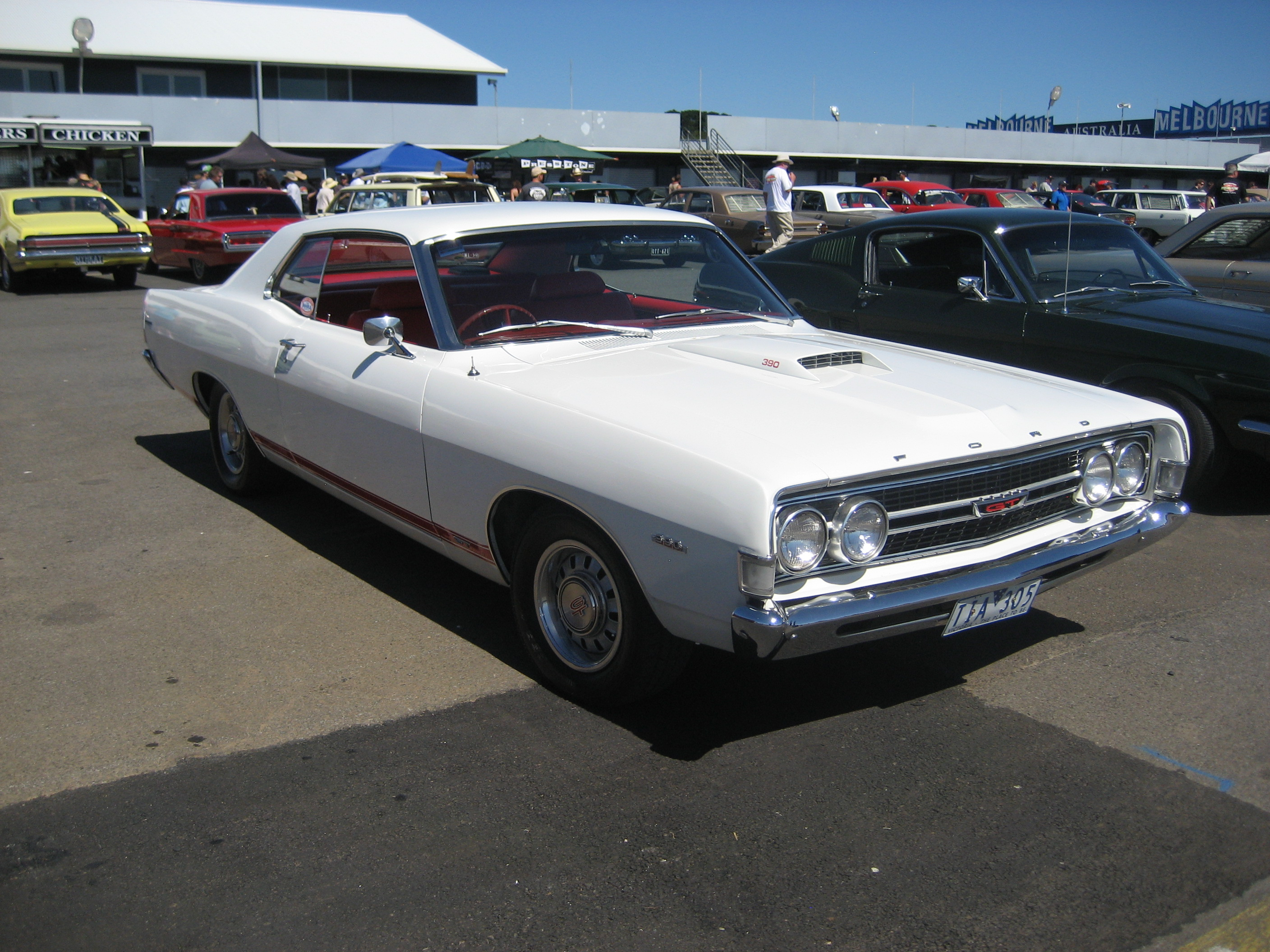
Ford Torino 1 (1968–1969)

- 3.3 L I6
- 4.1 L I6
- 4.7 L Windsor V8
- 4.9 L Windsor V8
- 5.8 L Windsor V8
- 6.4 L FE V8
- 7.0 L FE V8
- 7.0 L FE V8
- 7.0 L FE V8

## Друге покоління (1970–1971)

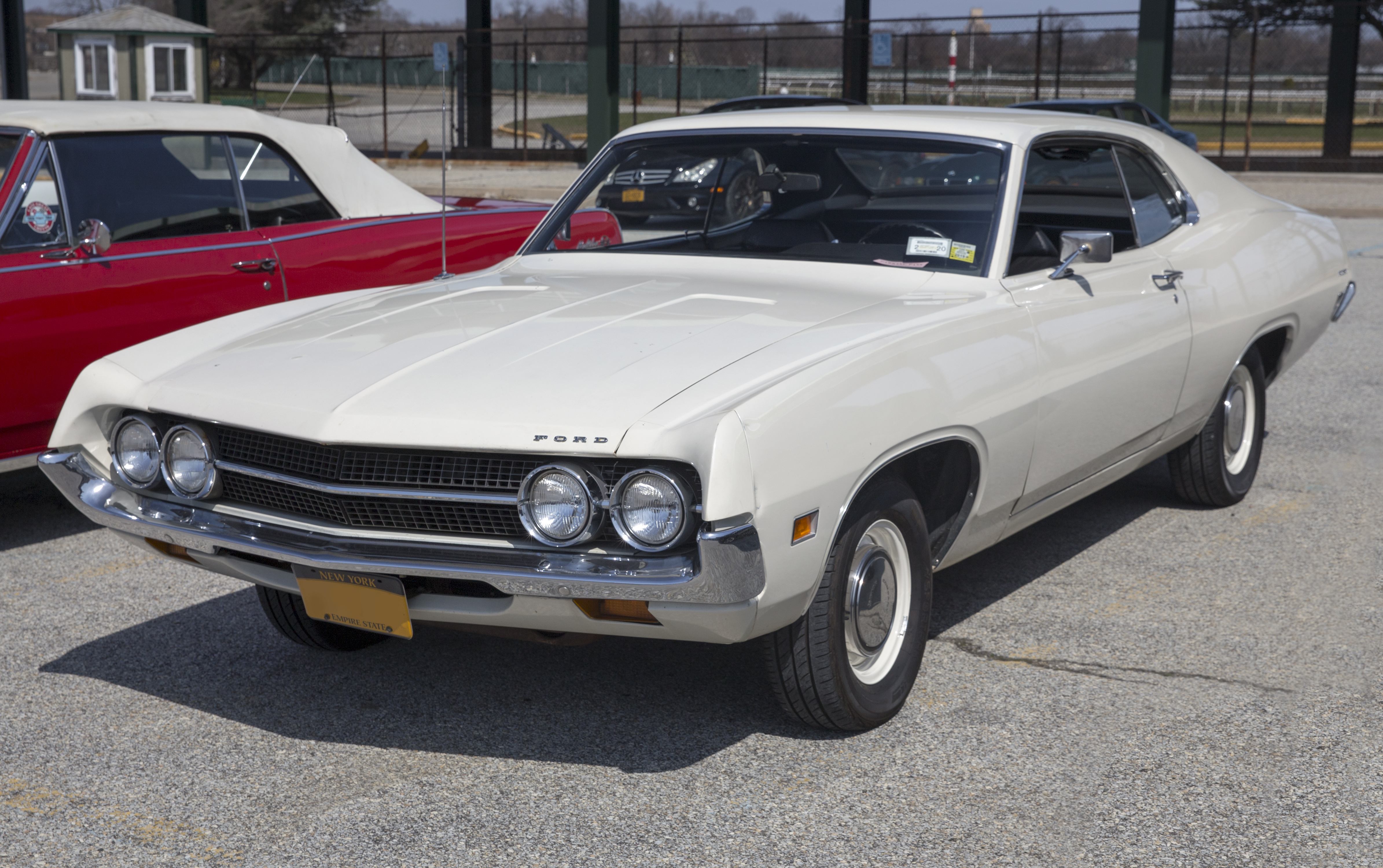
Ford Torino 2 (1970–1971)

- 4.1 L I6
- 4.9 L Windsor V8
- 5.8 L Windsor V8
- 5.8 L Cleveland V8
- 7.0 L 385 Series V8

## Третє покоління (1972–1976)

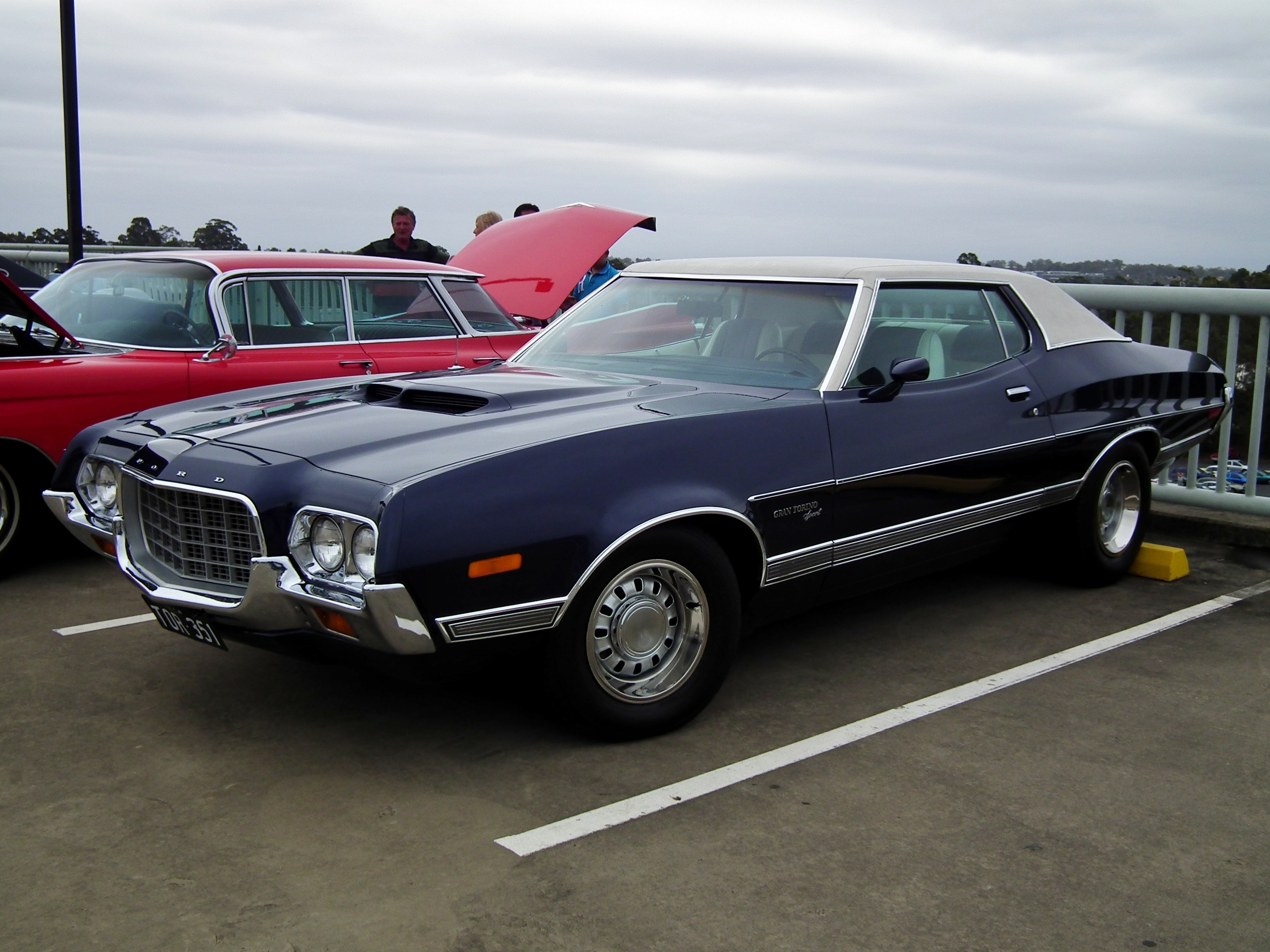
Ford Torino 3 (1972–1976)

- 4.1 L I6
- 4.1 L Thriftpower I6
- 4.9 L Windsor V8
- 5.8 L Windsor V8
- 5.8 L Cleveland V8
- 5.8 L Modified V8
- 6.6 L 335 series V8
- 7.0 L 385 Series V8
- 7.5 L 385 series V8